# Motif BACH
 (septembre 2024).
Si vous disposez d'ouvrages ou d'articles de référence ou si vous connaissez des sites web de qualité traitant du thème abordé ici, merci de compléter l'article en donnant les références utiles à sa vérifiabilité et en les liant à la section « Notes et références ».

Motif BACH représenté en croix, lisible dans le sens des aiguilles d'une montre.

En musique, le motif BACH désigne le motif formé par les notes si  la do si . Cette séquence de notes s'écrit B A C H en notation allemande (le si bémol s'écrit B et le si bécarre s'écrit H) et forme le nom de famille de Jean-Sébastien Bach.
La première occurrence de cette suite est due à Jan Pieterszoon Sweelinck — il est possible, mais pas certain, que celui-ci l'ait écrite en hommage à l'un des ancêtres de Johann Sebastian, eux-mêmes des musiciens réputés.
La notation allemande, particulière, permet d'écrire BACH en toutes lettres alors que la notation anglaise par exemple, ne connaît pas le « H », utilisé pour noter le si naturel. De même, le mi bémol, noté E bémol en notation anglaise, est un « Es », se prononçant comme la lettre « S », en notation allemande.
Jean-Sébastien Bach l'utilise lui-même à la fin de Die Kunst der Fuge (L'Art de la fugue, BWV 1080), œuvre inachevée à cause de sa mort survenue en 1750. On le retrouve ailleurs dans l'œuvre du musicien, par exemple dans les variations canoniques de Vom Himmel Hoch (BWV 769). L'occurrence de cette suite dans l'avant-dernière partie de Kleines harmonisches Labyrinth (BWV 591) ne semble pas significative, et l'œuvre aurait pu être composée par Johann David Heinichen avant d'être reprise par Bach. On retrouve le motif dans la Passion selon saint Matthieu. Dans certaines pièces, ce sont des transpositions du motif BACH qui sont jouées (respectant les intervalles du motif d'origine). Le claveciniste Pascal Tufféry a mis en évidence que les claviers de clavecin de Jean-Sébastien Bach, ayant une étendue de sol à ré (quatre octaves et demie), ont, par un hasard extraordinaire, leur centre exact constitué des quatre notes formées par le nom de Bach dans l'ordre A B H C.
Il est possible de trouver le motif BACH représenté sur deux portées entrecroisées, où une seule note centrée se lit différemment selon le sens dans lequel on regarde la croix ainsi formée. Ses quatre branches portent en effet des clefs différentes, faisant apparaître à chaque rotation une autre note : si bémol (B en allemand) en clef de sol avec un bémol à la clé, la (A en allemand) en clef d'ut quatrième, do (C en allemand) en clef d'ut troisième et enfin si (H en allemand) en clef de sol.

## Autres compositeurs
C'est une suite reprise par de nombreux compositeurs, en hommage à Bach. On retrouve ce motif particulièrement présent dans les œuvres de :
- Johann Ludwig Krebs – Fuge über den Namen Bach, Krebs-WV 434
- Robert Schumann — Six Fugues pour orgue, piano ou harmonium, opus 60 (1845)
- Franz Liszt — Fantasie und Fuge über das Thema B-A-C-H op. 46, pour orgue S.260/2 (1855 ; adapté plus tard au piano)
- Nikolaï Rimski-Korsakov — Variations sur BACH, pour piano (1878)
- Max Reger — Fantasia and Fugue on B-A-C-H pour orgue (1900)
- Ferruccio Busoni — Fantasia contrappuntistica pour piano (1910,1912 et 1922)
- Arthur Honegger — Prélude, Arioso, Fughette pour piano (1932, plus tard adapté à l'orchestre)
- Arnold Schönberg — Variations pour orchestre, opus 31 (1928)
- Francis Poulenc — Valse-improvisation sur le nom de Bach pour piano (1932)
- Albert Roussel — Prélude et fugue, op. 46 (1932-1934) où le motif est modifié de manière intéressante, les deux dernières notes (do-si) donnant une septième majeure montante au lieu d'une seconde mineure descendante,
- Anton Webern — Quatuor à cordes, op. 28 (1937-38)
- Charles Koechlin — L'Offrande musicale sur le nom de Bach (1942)
- Nino Rota — Variazioni e fuga sul nome di Bach (1950–1951)
- Jean Coulthard — Variations sur BACH pour piano (1952)
- Luigi Dallapiccola — Quaderno musicale di Annalibera (1952)
- Humphrey Searle — Première Symphonie, op. 23 (1953)
- Arvo Pärt — Collage sur B-A-C-H pour cordes, hautbois, harpe et piano (1964)
- Bertold Hummel — Métamorphoses sur B-A-C-H pour orgue et instruments à vent, op. 40 (1971)
- Rudolf Brucci — « Metamorfosis B-A-C-H » pour cordes (1974)
- Jon Lord - Continuo on BACH (Album Windows paru le 1er juin 1974)
- Milos Sokola — Passacaglia quasi Toccata on B-A-C-H pour orgue (1976)
- Ennio Morricone — BO du film Le Professionnel 3 thèmes (1981)
- Alfred Schnittke — The Glass Harmonica (1968)
- Alfred Schnittke — Concerto Grosso No. 3 (1985)
- Zsigmond Szathmáry (en) – B-A-C-H Hommage à… pour grand orgue (1990)
- Ron Nelson — Passacaglia (Hommage sur B-A-C-H) pour instruments à vent (années 1990)
- Bertold Hummel — Aphorismes sur B-A-C-H pour percussion seule et orchestre à cordes, op. 105 (2000)

## Autres motifs
Motifs utilisés par d'autres compositeurs pour signer leurs œuvres, ou rendre hommage :
- Fa, mi bémol, do, si (F, Es, C, H en notation allemande) pour Franz Schubert (F. Schubert)
- Mi bémol, do, si naturel, si bémol, mi naturel, sol (Es, C, H, B, E, G) pour Arnold Schönberg (Schönberg)
- Ré, mi bémol, do, si naturel (D, Es, C, H) pour Dmitri Chostakovitch (D. Schostakowitsch)
- Si, mi, si, la ou si, la, si, mi (B, E, B, A ou B, A, B, E en notation anglaise)pour Béla Bartók (Béla Bartók)
- Do, la, sol, mi (C, A, G, E) pour John Cage, utilisé par Pauline Oliveros[4]
- La, si bémol, si naturel, fa (A, B, H, F) pour Alban Berg et Hanna Fuchs-Robettin (A. B. and H. F).
- Variations sur le nom « Abegg », op. 1, de Robert Schumann (1830)

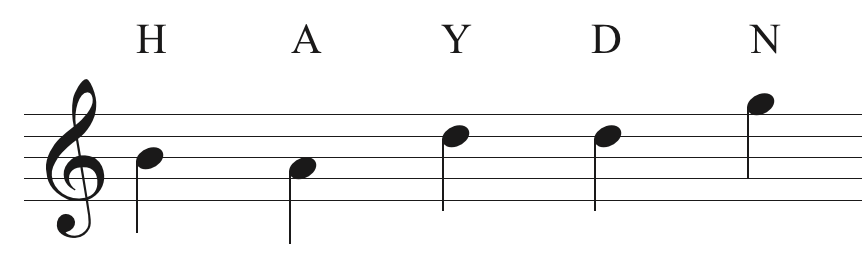
Thème musical sur le nom de "Haydn"

En France, dans le cadre de l'Hommage à Joseph Haydn :
- Prélude élégiaque sur le nom de Haydn - Paul Dukas (1909)
- Menuet sur le nom d’Haydn - Vincent d'Indy (1909)
- Thème varié sur le nom de Haydn - Reynaldo Hahn (1909)
- Fugue sur le nom d'Haydn - Charles-Marie Widor (1909)
- Hommage à Haydn - Claude Debussy (1909)
- Menuet sur le nom de Haydn - Maurice Ravel (1909)

Pour l'Hommage à Gabriel Fauré :
- Berceuse sur le nom de Gabriel Fauré - Maurice Ravel (1922)
- Choral sur le nom de Fauré - Charles Koechlin (1922)

Pour l'Hommage à Albert Roussel :
- Hommage à Albert Roussel - Arthur Honegger (1928)
- Pièce brève sur le nom d’Albert Roussel - Francis Poulenc (1929, orchestrée en 1949)
- Toccata sur le nom d'Albert Roussel - Jacques Ibert (1929)

Autres :

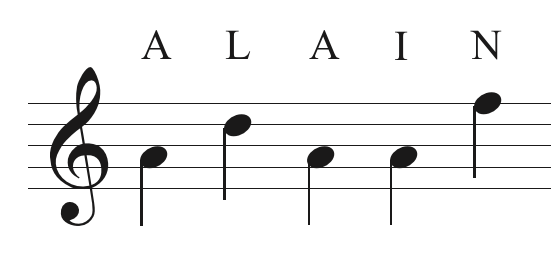
Thème musical sur le nom de "Alain"

- Rhapsodie sur des airs catalans d'Eugène Gigout (1897), dont la dédicace constitue le thème initial du morceau : "À la ville de Barcelone" (A, A, E, B, A, C, E, E : la, la, mi, si, la, do, mi, mi)
- Prélude et Fugue sur le nom d'Alain - Maurice Duruflé (1943)

## Discographie

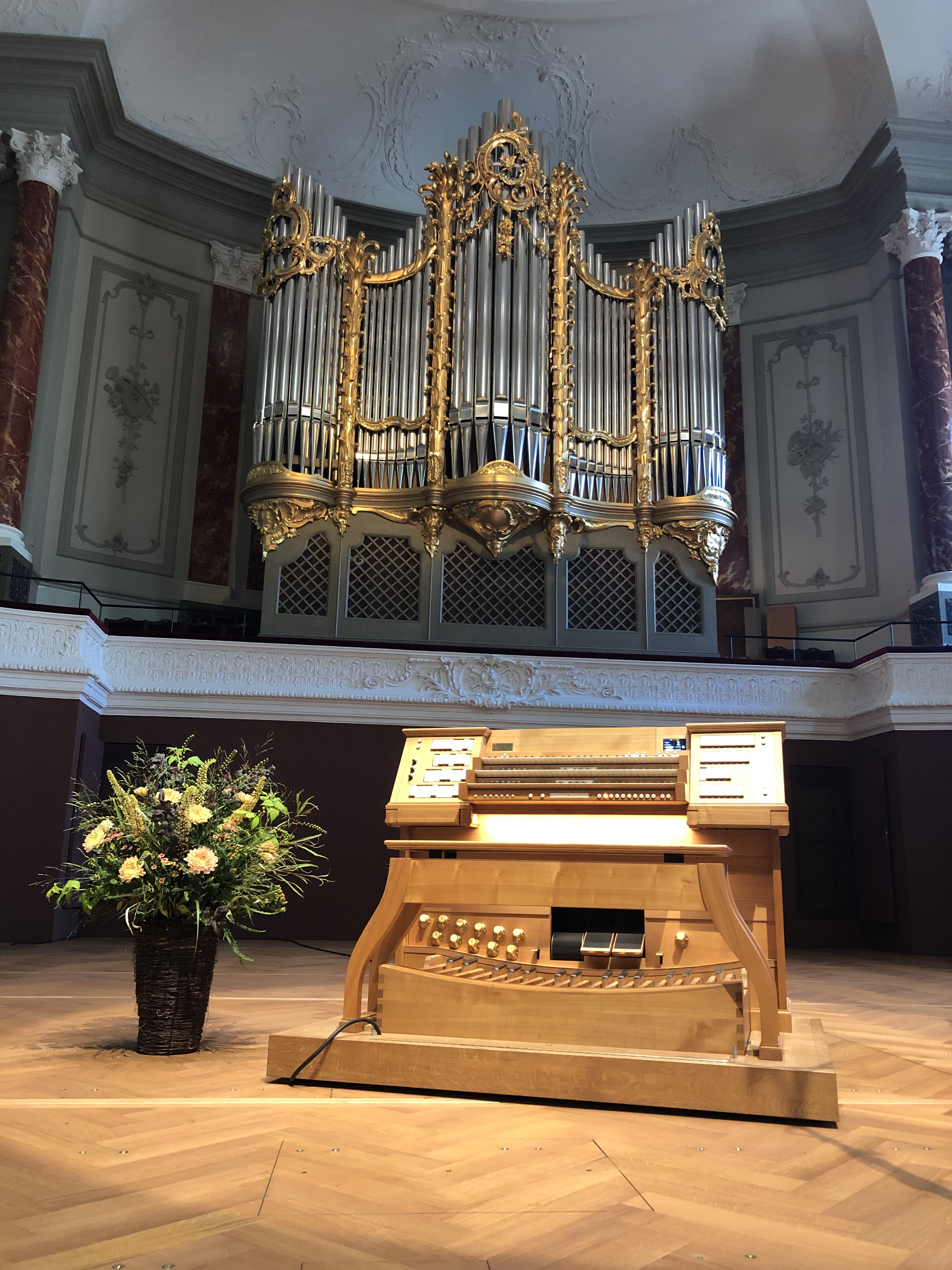
Aurel Dawidiuk joue l'orgue Metzler de la Musiksaal du Stadtcasino de Bâle.

- BACH : anatomie d'un motif – Simon Johnson, orgue de la Cathédrale Saint-Paul de Londres (31 mai–4 juin 2021,  2 SACD Chandos CHSA 5285) — Simon Johnson interprète deux pages de Bach contenant sa signature (le Contrepoint inachevé de l'Art de la fugue, complété par Lionel Rogg et le Ricercar à 6) ainsi que six autres œuvres de Mendelssohn, Schumann, Liszt, Brahms, Reger et Sigfrid Karg-Elert.
- B-A-C-H, Hommage à… ; Bach, Johann Ludwig Krebs, Franz Liszt, Zsigmond Szathmáry et Max Reger – Aurel Dawidiuk (de), orgue Metzler de la Musiksaal du Stadtcasino de Bâle (11-13 avril 2023, Genuin GEN 23824)[5]